# Журжулган
Журжулган — озеро в Фёдоровском районе Костанайской области Казахстана. Находится к югу от посёлка Калиновский.
По данным топографической съёмки 1958 года, площадь поверхности озера составляет 12,54 км². Наибольшая длина озера — 5,1 км, наибольшая ширина — 3,1 км. Длина береговой линии составляет 23,4 км, развитие береговой линии — 1,85. Озеро расположено на высоте 201,1 м над уровнем моря.